# Onur Alkan
Onur Alkan (* 19. Juni 1990 in Kadıköy, Istanbul) ist ein türkischer Fußballspieler. 

## Karriere
Alkan begann mit dem Fußball in Istanbul bei Fikirtepe Dumlupınarspor. Danach folgten Boluspor und Kocaelispor. Aufgrund seiner guten Leistungen bekam er bei Kocaelispor einen Profivertrag und blieb dort bis 2011. Anschließend wechselte er zu Körfez FK.
Im Frühjahr 2013 wechselte Alkan am letzten Tag der Transferperiode zu Denizlispor. Zur Winterpause der Saison 2013/14 wechselte er aufgrund von ausstehenden Gehaltsauszahlungen zu Karşıyaka SK. Ein weiterer Grund für den Wechsel war der Trainer Yusuf Şimşek, unter den Alkan bei Denizlispor trainierte.
Zur Saison 2015/16 wechselte er zum Ligarivalen Gaziantep Büyükşehir Belediyespor und zur Saison 2016/17 zum Drittligisten Bucaspor.